# هوارد دوسن
هوارد دوسن (بالإنجليزية: Howard Dawson)‏ هو قاضي أمريكي، ولد في 23 أكتوبر 1922، وتوفي في 15 يوليو 2016.